# Гейзелвуд (Міссурі)
Гейзелвуд (англ. Hazelwood) — місто (англ. city) в США, в окрузі Сент-Луїс штату Міссурі. Населення — 25 458 осіб (2020).

## Географія
Гейзелвуд розташований за координатами 38°47′41″ пн. ш. 90°23′45″ зх. д. / 38.79472° пн. ш. 90.39583° зх. д. (38.794845, -90.395834).  За даними Бюро перепису населення США в 2010 році місто мало площу 43,40 км², з яких 41,49 км² — суходіл та 1,91 км² — водойми.

### Клімат
| Клімат : Гейзелвуд    | Клімат : Гейзелвуд | Клімат : Гейзелвуд | Клімат : Гейзелвуд | Клімат : Гейзелвуд | Клімат : Гейзелвуд | Клімат : Гейзелвуд | Клімат : Гейзелвуд | Клімат : Гейзелвуд | Клімат : Гейзелвуд | Клімат : Гейзелвуд | Клімат : Гейзелвуд | Клімат : Гейзелвуд | Клімат : Гейзелвуд |
| Показник              | Січ.               | Лют.               | Бер.               | Квіт.              | Трав.              | Черв.              | Лип.               | Серп.              | Вер.               | Жовт.              | Лист.              | Груд.              | Рік                |
| Середній максимум, °C | 3,3                | 6,1                | 12,8               | 19,4               | 24,4               | 29,4               | 31,7               | 30,6               | 26,7               | 20,6               | 12,8               | 5,6                | 18,7               |
| Середній мінімум, °C  | −6,1               | −3,9               | 2,2                | 7,8                | 13,3               | 18,9               | 21,1               | 20,0               | 16,1               | 8,9                | 3,3                | −3,3               | 8,2                |
| Норма опадів, мм      | 46                 | 53                 | 91                 | 89                 | 102                | 94                 | 99                 | 74                 | 79                 | 69                 | 84                 | 76                 | 953                |
| Вологість повітря, %  | 81                 | 80                 | 79                 | 77                 | 81                 | 82                 | 83                 | 86                 | 86                 | 82                 | 81                 | 82                 | 82                 |
| --------------------- | ------------------ | ------------------ | ------------------ | ------------------ | ------------------ | ------------------ | ------------------ | ------------------ | ------------------ | ------------------ | ------------------ | ------------------ | ------------------ |
| Джерело: Weatherbase  |                    |                    |                    |                    |                    |                    |                    |                    |                    |                    |                    |                    |                    |

## Демографія
Згідно з переписом 2010 року, у місті мешкали 25 703 особи в 10 933 домогосподарствах у складі 6608 родин. Густота населення становила 592 особи/км².  Було 11730 помешкань (270/км²).
Расовий склад населення:
| - 64,1 % — білих - 30,5 % — чорних або афроамериканців - 1,4 % — азіатів - 0,3 % — корінних американців - 1,2 % — осіб інших рас |

До двох чи більше рас належало 2,5 %. Частка іспаномовних становила 3,0 % від усіх жителів.
За віковим діапазоном населення розподілялося таким чином: 23,2 % — особи молодші 18 років, 64,4 % — особи у віці 18—64 років, 12,4 % — особи у віці 65 років та старші. Медіана віку мешканця становила 36,8 року. На 100 осіб жіночої статі у місті припадало 88,7 чоловіків;  на 100 жінок у віці від 18 років та старших — 84,1 чоловіків також старших 18 років.
Середній дохід на одне домашнє господарство  становив 58 691 долар США (медіана — 44 807), а середній дохід на одну сім'ю — 68 998 доларів (медіана — 56 578). Медіана доходів становила 45 612 долари для чоловіків та 35 799 доларів для жінок. За межею бідності перебувало 14,6 % осіб, у тому числі 22,9 % дітей у віці до 18 років та 5,0 % осіб у віці 65 років та старших.
Цивільне працевлаштоване населення становило 12 713 особи. Основні галузі зайнятості: освіта, охорона здоров'я та соціальна допомога — 18,9 %, роздрібна торгівля — 14,5 %, виробництво — 13,8 %.